# Villa Benjamín Aráoz
Villa Benjamín Aráoz es una localidad argentina ubicada en el departamento Burruyacú de la provincia de Tucumán. Se encuentra ubicada sobre la ruta provincial 304, que la vincula al noroeste con Villa Burruyacú y al sur con San Miguel de Tucumán. La comuna con sede en Aráoz se denomina Villa Benjamín Aráoz y El Tajamar.	
Cuenta con dos escuelas (una de nivel secundario), un centro de salud. Entre los parajes de la zona se encuentran: Villa Benjamín Araóz, Taruca Pampa,El Cajón, Paso de las Lanzas, La Banda, La Estación, Alto de Taruca, El Tajamar, El Churqui, El Obraje, Piedra Blanca, La Cañada y Los Colorados. La estación fue creada en 1930, sobre la única vía con trocha ancha del Noroeste Argentino.
El nombre es un homenaje a Benjamín Aráoz, gobernador de Tucumán en 1894. Recibió dicho nombre en 1897, dos años después de la muerte del gobernador, hasta esa fecha se denominaba El Puesto de Don Benito. No obstante, la villa recién sería creada en 1911 con la expropiación de 13 hectáreas para el poblado, que serían ampliadas poco después.

## Población
Cuenta con 1,409 habitantes (Indec, 2010), lo que representa un incremento del 28% frente a los 1,099 habitantes (Indec, 2001) del censo anterior.
| Gráfica de evolución demográfica de Villa Benjamín Aráoz entre 1991 y 2010 |
|                                                                            |
| Fuente: Censos nacionales del INDEC                                        |